# Moyen (België)
Moyen is een gehucht in de Belgische provincie Luxemburg. Het ligt in Izel, een deelgemeente van Chiny in de Gaume. Moyen ligt aan de Semois.

## Geschiedenis
Op het eind van het ancien régime werd Moyen een gemeente. In 1823 werden bij gemeentelijke herindelingen in Luxemburg veel kleine gemeenten samengevoegd en Moyen werd bij de gemeente Izel gevoegd.
Deelgemeenten: Chiny · Izel · Jamoigne · Les Bulles · Suxy · Termes

Overige dorpen: Frenois · La Haïlleule · La Mouline · Moyen · Pin · Pont Charreau · Prouvy · Romponcelle · Valansart

Belgische gemeenten · Arrondissement Virton · Luxemburg · Wallonië